# Paraíso de Chabasquén
Paraíso de Chabasquén ist ein venezolanisches Dorf und Verwaltungssitz des Bezirks Monseñor José Vicente de Unda, im Bundesstaat Portuguesa. Das Dorf hat 20.574 Einwohner.

## Wirtschaft
Der Schwerpunkt liegt auf der Landwirtschaft.